# Norfuk
Norfuk, inte att förväxlas med pitcairnesiska, är det språk som talas på Norfolkön till följd av Myteriet på Bounty. Språket är en blandning mellan tahitiska och 1700-talets engelska. Norfuk uppstod på grund av ett behov att kommunicera med de kvinnor (och män) som de brittiska männen hade tagit med sig från Tahiti. Språket utvecklades då folket från Pitcairnöarna kom och bosatte Norfolkön år 1856, och därför har norfuk och pitcainesiska traditionellt räknat som ett gemensamt språk. Norfuk är ett officiellt språk på Norfolkön vid sidan av engelska. Sedan 2007 har språket listats som ett hotat språk av FN. Norfuks, och pitcairnesiskas, närmaste släktspråk är bl.a. kriol (i norra Australien) och tok pisin.
Språket har ca 400 talare. Språkets namn kan också stavas med norfolk eller norf'k och det skrivs med latinska alfabetet..
Norfuk var en tid nära att försvinna från ön då det under lång tid var förbjudet att tala i skolan till den grad att prygelstraff utdelades till dem som ertappades. Sedan 2004 har det varit möjligt att använda norfuk som undervisningsspråk på Norfolkön.

## Fonologi

### Vokaler
|              | Främre | Främre | Bakre | Bakre |
| ------------ | ------ | ------ | ----- | ----- |
| lång         | kort   | lång   | kort  |       |
| Sluten       | iː     |        | uː    |       |
| Halvsluten   |        | ɪ      |       | ʊ     |
| Mellansluten |        | ɛ      |       | ʌ     |
| Halvöppen    |        | æ      |       |       |
| Öppen        |        |        | ɑː    | ɒ     |

Källa:

### Konsonanter
|             | Labial | Dental | Alveolar | Postalveolar | Palatal | Velar  | Glottal |
| ----------- | ------ | ------ | -------- | ------------ | ------- | ------ | ------- |
| Nasal       | m      |        | n        |              |         | ŋ      |         |
| Klusil      | p \| b |        | t \| d   |              |         | k \| g |         |
| Affrikat    |        |        |          | ʧ \| ʤ       |         |        |         |
| Frikativ    | f      | θ \| ð | s        | ʃ \| ʒ       |         |        | h       |
| Approximant |        |        | ɹ        |              | j       |        |         |
| Lateral     |        |        | l        |              |         |        |         |

Källa:

## Grammatik
Norfuks grammatik liknar den engelska men det finns skillnader. Till exempel istället för it används det that som formella subjekt: "that's raining= det regnar".
Ett markant särdrag är att negativa och icke-önskvärda ord kommer huvudsakligen från tahitiska: hoowi-hoowi (mycket smutsig), iwi (knatte; ynkling), hawa (bajs) ja nunu (avundsjuk).
Såsom i engelskan, finns det också en skillnad mellan kön. Från tahitiska kommer dualis och skillnaden i inklusivitet:
|           |           | Singularis     | Dualis                    | Pluralis |
| --------- | --------- | -------------- | ------------------------- | -------- |
| I pers.   | inkl.     | Ai             | himii                     | wi       |
| I pers.   | exkl.     | Ai             | miienhem (♂︎) miienher (♀︎) | wi       |
| II pers.  | II pers.  | yu             | yutuu                     | yorlyi   |
| III pers. | III pers. | hi (♂︎) shi (♀︎) | demtuu                    | dem      |